# Adam Bodzek
Adam Bodzek (Zabrze, República Popular de Polònia, 7 de setembre de 1985) és un futbolista alemany d'origen polonès, que actualment juga de centrecampista al primer equip del Fortuna Düsseldorf. Va començar com a futbolista al Blau Weiß Post Recklinghausen.